# 클뢰브 아프리캥
클뢰브 아프리캥(프랑스어: Club Africain, 아랍어: النادي الإفريقي)은 1920년에 튀니스에 설립된 튀니지의 스포츠 클럽이다. 클뢰브 아프리캥은 튀니지 리그 프로페시오넬 1에 참가중인 축구 클럽이 가장 유명하다.

## 역대 성적
- 튀니지 리그: 13
  - 우승: , 1964, 1967, 1973, 1974, 1979, 1980, 1990, 1992, 1996, 2008, 2015

- 튀니지 컵: 13
  - 우승: 1965, 1967, 1968, 1969, 1970, 1972, 1973, 1976, 1992, 1998, 2000, 2017, 2018

- 튀니지 슈퍼컵: 3
  - 우승: 1968, 1970, 1979

- CAF 챔피언스리그: 1
  - 우승: 1991

- 북아프리카컵 클럽 챔피언십: 2
  - 우승: 2008, 2010

- 아프로-아시안 클럽 챔피언십: 1
  - 우승: 1992

- UAFA 클럽 컵: 1
  - 우승:1997

- 아랍 컵 위너스 컵: 1
  - 우승: 1995

## 선수 명단

### 현역
참고: FIFA 자격 규정에 따라 소속된 국가대표팀 국기를 표시합니다. 선수는 복수의 FIFA 비회원국 국적을 가지고 있을 수 있습니다.
| 번호 | 포지션 | 국적       | 이름          |
| ---- | ------ | ---------- | ------------- |
| 9    | FW     | 나이지리아 | 킹슬리 에듀워 |

| 번호 | 포지션 | 국적   | 이름          |
| ---- | ------ | ------ | ------------- |
| 19   | FW     | 튀니지 | 바셈 스라르피 |
| 32   | DF     | 알제리 | 투픽 셰리피   |

## 역대 감독
| 감독            | 임기      |
| --------------- | --------- |
| 파우지 벤자르티 | 1989~1991 |
| 파우지 벤자르티 | 1999~2000 |
| 앙리 스탕불리   | 2004      |
| 나빌 말룰       | 2004~2005 |
| 프랑수아 브라시 | 2010      |
| 카이스 야쿠비   | 2010~2011 |
| 베르나르 카소니 | 2012      |
| 파우지 벤자르티 | 2013      |
| 카이스 야쿠비   | 2016      |
| 카이스 야쿠비   | 2021      |
| 몬타세르 루히치 | 2021~2022 |
| 사이드 사이비   | 2025~     |